# رون ويتني
رون ويتني (بالإنجليزية: Ron Whitney)‏ هو واثب حواجز ‏ أمريكي، ولد في 5 أكتوبر 1942 في موديستو في الولايات المتحدة.

## وصلات خارجية
- رون ويتني على موقع أوليمبيديا (الإنجليزية)